# Región de Alto Demerara-Berbice
Alto Demerara-Berbice (región 10) es una de las 10 regiones administrativas en las que se divide la república de Guyana. Delimita con las regiones de  Islas Esequibo-Demerara Occidental, Demerara-Mahaica y Mahaica-Berbice al norte, la región de Berbice Oriental-Corentyne al este, y las regiones de Potaro-Siparuní y Cuyuní-Mazaruní al oeste.
Su población a 1991 era de 38.598 habitantes repartidos en una extensión de 17.081 km². La actual capital es Linden, con otras poblaciones de interés tales como Ituni, Kalkuni, Kwakwani, Kurupakari, Rockstone y Takama.
Durante la época colonial, la región estaba dividida entre los condados de Demerara (de unos 12.432 km²) y Berbice (40.077 km²). En 1958 y en 1971 dichos territorios fueron divididos en varios entes regionales, siendo en 1980 cuando finalmente se estableció la actual región Alto Demerara-Berbice.
Posee una asamblea regional propia, así como un representante en la Asamblea Nacional de Georgetown y dos miembros en el Congreso Nacional de los Órganos Democráticos Locales.
Su economía se basa principalmente en las minas de bauxita, con muchas excavaciones superando los 80 metros de profundidad.

## Población
Según censo 2002 tenía una población de 41.112 habitantes, estimándose al año 2010 una población de 43.018 habitantes.

## Subdivisión territorial
Comprende un consejo vecinal democrático (en inglés: Neighbourhood Democratic Councils - NDC) un municipio y seis áreas no clasificadas.
| Tipo de subdivisión         | Nombre                           | Código estadístico | Localidad sede |
| --------------------------- | -------------------------------- | ------------------ | -------------- |
| Consejo vecinal democrático | Kwakwani                         | 1001               | Kwakwani       |
| Municipio                   | Linden                           | 1002               | Linden         |
| Área no clasificada         | Coomaka Lands                    | 1003               | -              |
| Área no clasificada         | Ituni                            | 1004               | -              |
| Área no clasificada         | Mabura Hill                      | 1005               | -              |
| Área no clasificada         | Río Makouria                     | 1006               | -              |
| Área no clasificada         | Establecimientos del río Berbice | 1007               | -              |
| Área no clasificada         | Resto de la región 10            | 1009               | -              |